# 小川和美
小川 和美（おがわ かずみ、1986年7月7日 - ）は、日本の女子バスケットボール選手である。広島県出身。ニックネームは「カズ」。ポジションはフォワード。

## 来歴
美鈴が丘高から拓殖大学を経て2009年日本航空に入社。
大学ではCAPを務め、インカレ優勝に貢献した。
2010年、エバラヴィッキーズに移籍。
2013-2014シーズンをもって引退。

## 経歴
- 美鈴が丘高 - 拓大 - 日本航空（2009年〜2010年）- エバラ/羽田（2010年〜2014年）